# Jarom
Jahrom (جهرم em persa) é a capital do condado de Jahrom, na província de Fars, no Irã(o). Localiza-se 170 quilômetros ao sul de Xiraz.  Sua população é estimada em 141,634 habitantes (estimativa de 2016).